# 초록우산 어린이재단
초록우산 어린이재단은 아동복지 전문기관으로 재단의 이름인 ‘초록우산’은 초록으로 상징되는 싱그러운 아이들의 미래 가능성을 우산처럼 펼쳐주고 담아주고 보호하는 사업목적을 나타낸다. 1948년 10월에 설립되었다.

## 주요 사업

### 국내
1981년부터 정부의 결연사업을 위임받아 347개의 아동복지시설과 영세가정의 아동을 결연 성금으로 지원하고 있다. 전국 아동보호전문기관 6개소를 정부로부터 위탁 운영하며, 학대받은 아동들의 상담, 치료, 예방 홍보 활동, 학대 피해 아동 임시 보호 등을 진행하고 있다. 또한 아동이 폭력으로부터 스스로 보호할 수 있도록 아동폭력 예방 교육(CAP, Child Assault Prevention)과 학교폭력 예방 교육(No-Bullying)을 전국 초등학교에서 실시하고 있다. 외에도 보편적 아동 행복을 위하여 아동 환경 개선 활동 ‘애드보커시’를 포함한 다양한 활동을 활발하게 추진하고 있다.

### 해외
슬럼 지역의 열악한 주거환경과 위생시설을 개선해 슬럼 지역에 사는 아동들을 보호하고 슬럼 지역 내 인식 개선 활동을 펼친다. 또한 재난 피해 지역에는 아동 중심공간(Child Centered Space)을 설립하여 아동 심리상담을 실시하고 보호자가 없는 아동을 보호하기 위한 지역사회 내 위원회를 설치하여 아동보호 활동 구조를 체계화하였다. 이렇듯 아프리카 아시아 남미 등 총 20개국의 교육,  보건의료, 식수위생, 자립, 인도적 지원 사업 등을 통해 위험에 처한 해외아동 25만여명을 돕고 있다.

### 북한
2014년 수혜지역인 북한 남포의 탁아소, 육아원, 학교의 영유아, 아동, 임신부, 산모 중심 등으로 약 2억 원을 들여 밀가루 179.2t과 비타민·무기질이 함유된 영양콩가루 20.8t 등 총 200t의 영양개선물자를 지원하는 영양개선사업을 진행했으며, 그 외에도 2007년부터 인민병원 개보수 작업, 영유아지원사업, 보건의료사업 등을 펼쳐왔다. 이후 국가적 제재로 인해 중단되었지만 2018년 기준 남북관계 개선에 따라 다시 인도적 지원 차원에서 보건의료사업과 교육환경개선사업을 위주로 사업을 구상하고 있다는 뜻을 밝혔다.

## 스타 서포터즈[7]
- 전국후원회장: 최불암

- 나눔대사: 고두심

- 홍보사절단: 곽정＆하피데이앙상블, 미코리더스, 강화자 베세토 오페라단, 프로야구 응원단장

- 홍보대사: 이홍렬, 김경란, (염정아, 허일 부부), 전광렬 가족, 이외수, 강영호, 추신수, 뽀롱뽀롱 뽀로로, 타요버스, 김윤진, 한고은, 김사랑

- 친선대사: 백성현, 손은서, 안신애, 한다감, 정진운, 이예랑, 조수빈, 박상영, 임효준